# Ripon
Ripon (IPA: ˈrɪpən) è una città del Regno Unito nella contea inglese del North Yorkshire.
La città è storicamente importante per la regione del West Riding of Yorkshire, come testimoniato dallo status di city, associato alla presenza della Cattedrale, e di città di mercato.
Ripon, situata alla confluenza di due piccoli corsi d'acqua nel fiume Ure, fu fondata da Vilfrido, vescovo di York col nome di Inhrypum nel periodo del regno di Northumbria.
La città è una destinazione turistica le cui principali attrazioni sono la Cattedrale, l'ippodromo e il Parco Reale di Studley con l'Abbazia di Fountains, patrimoni dell'Umanità situati nelle vicinanze.
Ci è nato l'ex calciatore ed allenatore Simon Grayson.

## Storia
In periodo preistorico il territorio su cui sorse poi Ripon era sotto il comando dei Briganti (popolo), una tribù britanna, ed ancora oggi si vede un loro scavo situato nelle vicinanze ed i romani non giunsero mai fino a Ripon, ma avevano un loro avamposto 5 miglia a nord presso North Stainley. Per trovare la prima vera prova di un insediamento nella Ripon vera e propria, allora chiamata Inhrypum, occorre balzare fino al VII secolo al tempo degli Angli ed al Regno di Northumbria quando si trova una chiesa dedicata a San Pietro datata al 658. Questa fu fondata da Vilfrido di York, che poi divenne Arcivescovo della città omonima, con terra concessagli dal re Alchfrith di Deira. Negli anni seguenti alla morte di Vilfrido gli eventi si fanno confusi, attorno alla seconda metà dell'800 Ripon subì l'invasione della Grande armata danese a opera dei norreni con conseguente nascita del Regno di Jórvík attorno all'876. Seguirono anni di scontri fra i re d'Inghilterra ed i sovrani del Danelaw e solo nel corso del 900 si ebbe una tregua grazie al trasporto a Ripon delle spoglie di Cutberto di Lindisfarne.
Seguì quindi circa un secolo di relativa pace fino all'arrivo di Guglielmo il Conquistatore a seguito della quale parte del nord insorse perché fosse ripristinato il dominio danese, la campagna repressiva che ne seguì fu ricordata come il Saccheggio del Nord e al termine un terzo della popolazione del nord era stata uccisa. Di Ripon probabilmente non rimase molto, solo qualche edificio attorno alla chiesa. Cira cento anni dopo venne costruita la Cattedrale di Ripon, sopra i resti dell'edificio costruito da Vilfrido, costruita nello stile dell'Architettura gotica deve molto al lavoro di Roger de Pont L'Évêque e Walter de Gray (morto il 1º maggio 1255) due arcivescovi di York vissuti sotto il dominio Plantageneto. In quel periodo Ripon conobbe una certa floridezza dovuta al mercato del legname che attirò diversi mercanti italiani, specie fiorentini, che ne acquistavano grandi quantità. Altro fattore che portò bene alla città fu la presenza nei suoi dintorni dell'Abbazia di Fountains i cui monaci erano rinomati per gli allevamenti di pecore, dopo il divieto, del 1326, di indossare abiti stranieri presso Ripon nacque una discreta industria tessile portando la cittadina al terzo posto, dopo York ed Halifax fra i produttori di stoffe dello Yorkshire. Allo scoppio del conflitto con la Scozia Ripon, come molte altre città del nord, fu più volte saccheggiata e bruciata e solo dopo il pagamento di una somma ingente agli scozzesi ebbe la garanzia che non sarebbe più stata attaccata.
La zona di Ripon poggiava anche sul grande numero di edifici ecclesiastici presenti e lo Scisma anglicano voluto da Enrico VIII d'Inghilterra la provò duramente. L'abate di Fountains, William Thirske, venne sostituito e si mise quindi alla testa del Pellegrinaggio di Grazia ben interpretando il sentimento della regione che, di temperamento tradizionalista, non aveva approvato i cambiamenti fatti dal re. La ribellione però fallì, venne soffocata nel sangue e la rottura con Roma fu definitivamente consumata insieme alla Dissoluzione dei monasteri in Inghilterra e a seguito di questo anche l'abbazia di Fountains fu dismessa.
Quando Maria Stuarda scappò dalla Scozia si fermò a Ripon dove, grazie al suo essere cattolica, ricevette un grande appoggio popolare sotto forma della Rivolta dei papisti capitanata da Thomas Percy, VII conte di Northumberland e da Charles Neville, VI conte di Westmorland (18 agosto 1542-16 novembre 1601). Questa, come altre rivolte fallì e almeno 300 dei 600 condannati alla pena di morte vennero squartati ed appesi presso Ripon nel gennaio del 1570.

## Amministrazione

### Gemellaggi
- Foix